# ジャグ

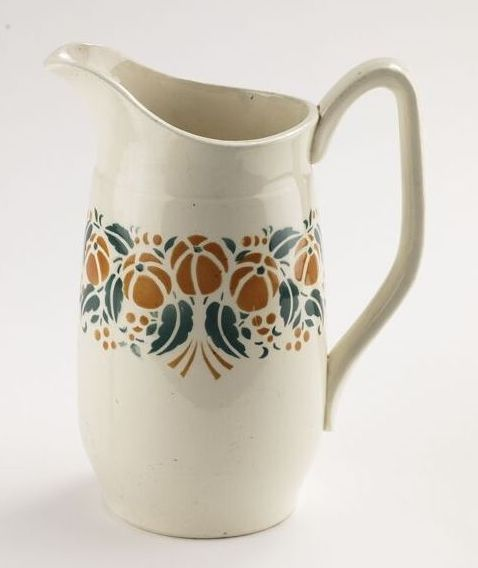
フランス製セラミック・ジャグ

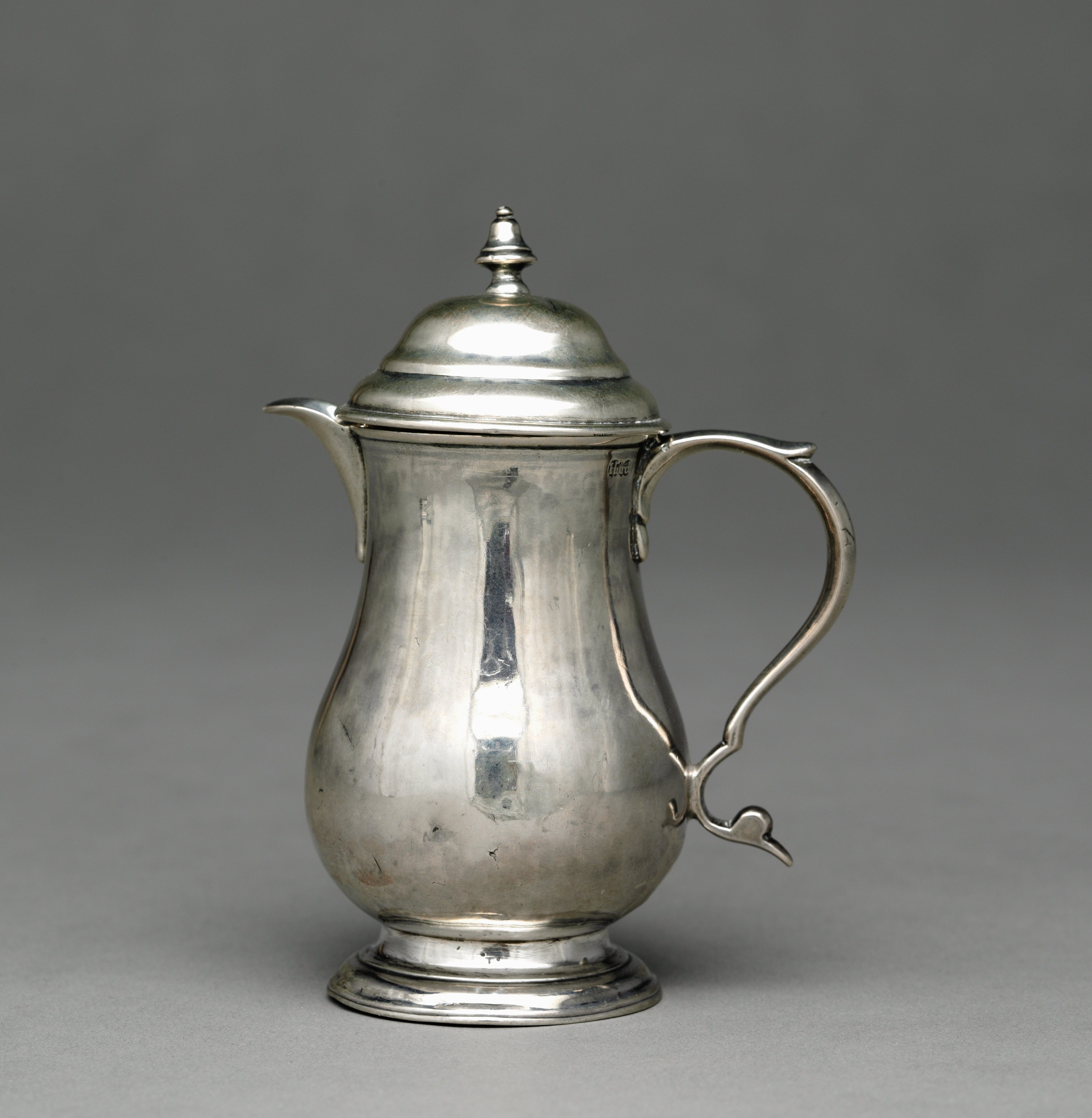
蓋付きクリーム・ジャグ（1735年、銀製）クリーブランド美術館蔵（アメリカ）

ジャグ（Jug）は、液体を入れたり注いだりするために一般的に使われる容器の一種だが、通常は直接的に飲むためには使用されない。注いだり飲んだりするための開口部（狭い場合もある）があり、取っ手と通常は注ぎ口が付いている。ジャグは歴史を通じて金属、陶器、ガラスで作られてきたが、現在ではプラスチックが一般的となっている。
イギリス英語では、ジャグはビール、水、ソフトドリンクなど、飲料用の液体を入れるための注ぎ口付きの容器を指す。北米英語では、これらのテーブル用ジャグは一般的にピッチャーと呼ばれる。イーワー（Ewer）はジャグまたはピッチャーの古い言葉で、フラゴン（flagon）など、他にもいくつかの種類がある。
地域、伝統、個人の好みによって、他にもジャグと呼ばれる容器がいくつか存在する。ボトルの種類によっては、特に口が狭く取っ手が付いている場合に、ジャグと呼ばれることもある。これらの小売用容器には、栓（ストッパー）やスクリューキャップなどの蓋が一般的である。

## 語源
「ジャグ」という語は、15世紀後半に「jugge」または「jubbe」として初めて記録されている。語源は不明だが、おそらく同時代に使われていた「女中」を表す「jug」に由来すると考えられている。これは、ジョーン（Joan）またはジュディス（Judith）といった一般的な人名が変化したものである。

## ビール
ニュージーランドやオーストラリアなど一部の国では、「ジャグ」は、2インペリアル・パイント（約1リットル強）のビールが入ったプラスチック容器を指す。通常は小さなグラスと一緒に提供され、ビールはそれで飲むが、学生バーなどでは、グラスなしでジャグから直接ビールを飲む方が一般的になっている。（アメリカでは、これはピッチャーと呼ばれることもあるが、1リットルほどの小さいピッチャーは少なく、一般的には64～128米液量オンス（約2～4リットル）が入る。ニュージーランドとオーストラリアでは、ピッチャーはかなり大容量のビールを指すこともある）。
イギリスでは、1パイント（20液量オンス）のタンカードとグラス1杯のビールのどちらかを選べる地域において、タンカードが「ジャグ」と呼ばれることもある。ビール・ジャグは、より大量のビール（通常はパイント）が入ったジャグを指すこともあるが、パブでは大きなジャグが販売されている場合は、そのように宣伝されるため、混乱を避けることができる。
日本では、ビールなどを飲むための取っ手つき容器（ビールジョッキ、ビアマグ）のことをジョッキと呼ぶが、これはジャグが訛った語と考えられている。

## 音楽
アメリカのフォークミュージックでは、空のジャグ（多くの場合、アメリカン・ウイスキーを入れるためのストーンウェア）が楽器として使われることがあり、唇を軽く叩いてトロンボーンのような音色を奏でる。ジャグ・バンドのメンバーの一員がジャグを演奏することが多く、そのバンド名には「ジャグ」と差し入れられることが多い。

## 凡例
一般的な定義に加えて、液体を運ぶために設計された様々な容器が「ジャグ」と呼ばれることがある。

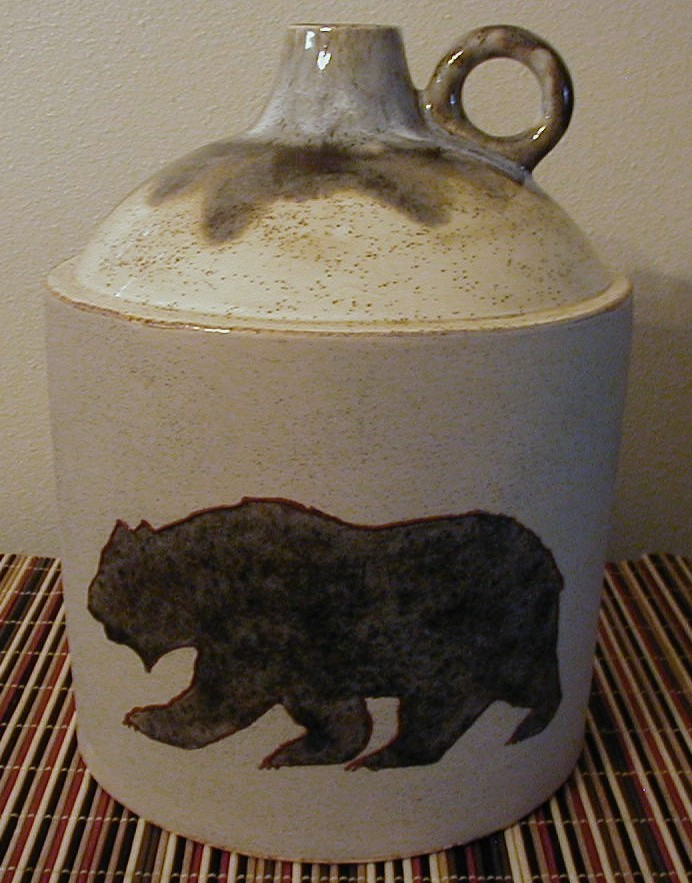
ストーンウェアのウイスキー・ジャグ
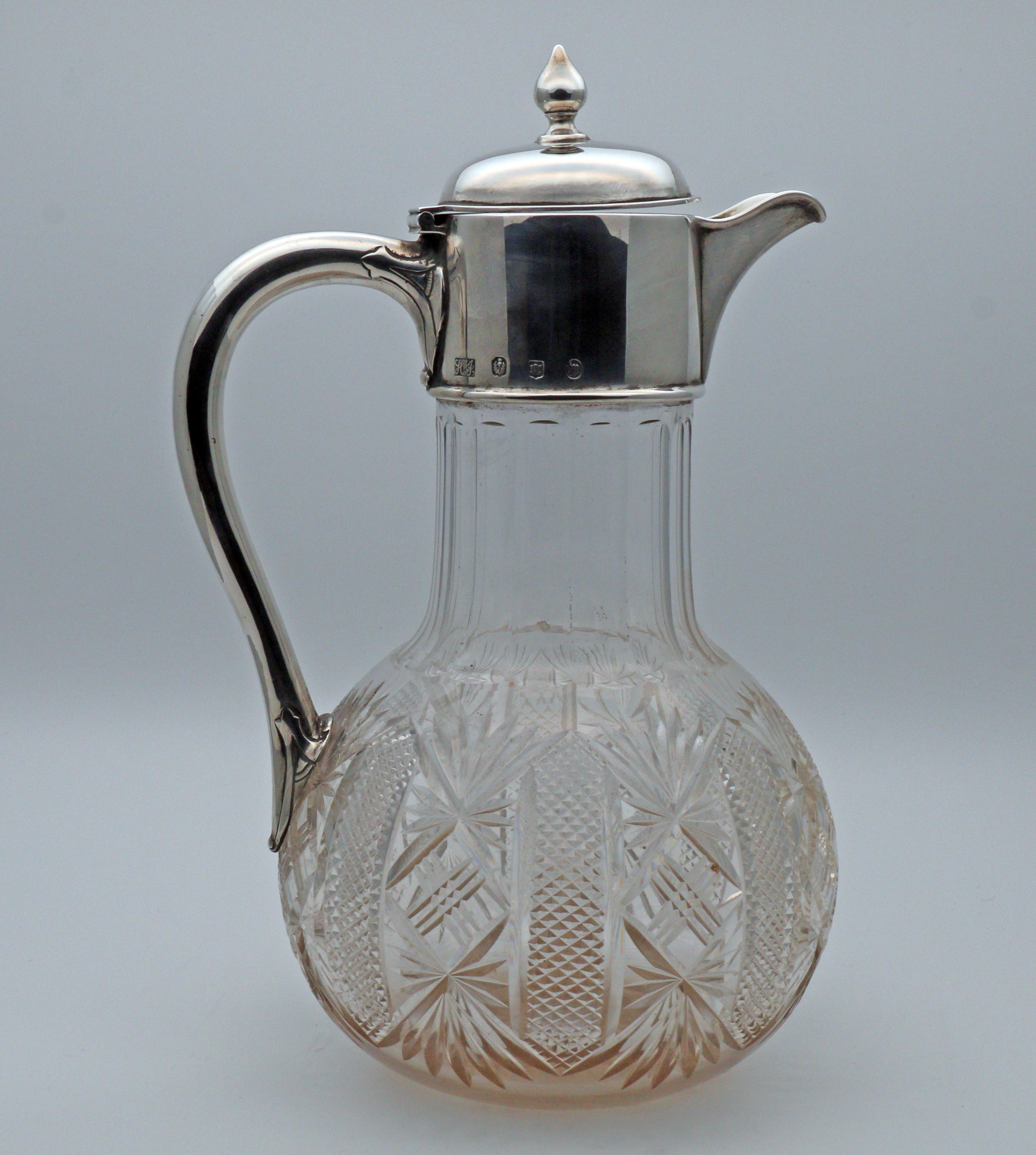
ハミルトン・アンド・インチズ製 銀製クラレット・ジャグ、エディンバラ（1902年）
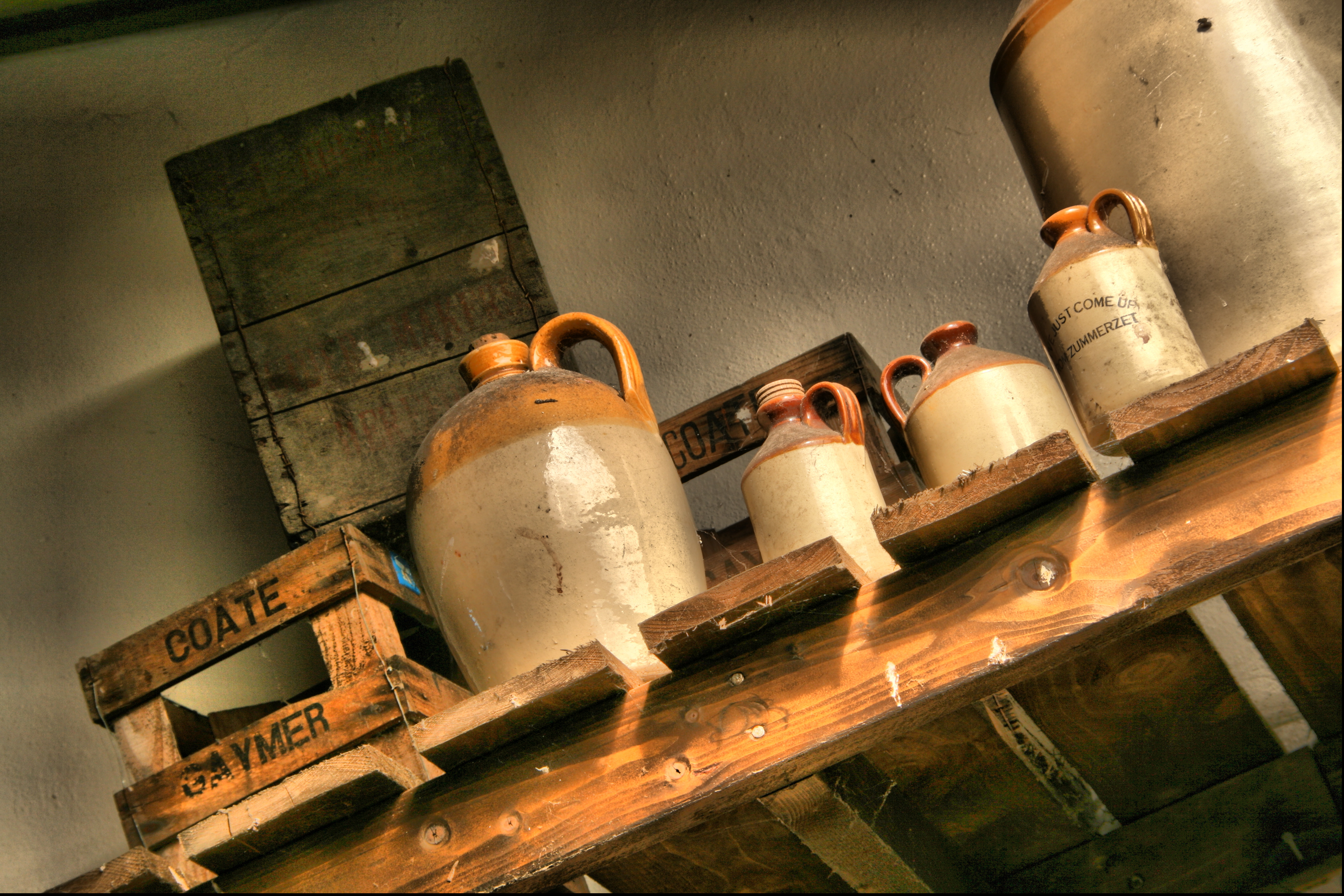
イングランドのサマセットで製造された、サイダーを入れるための土器製ジャグのセット
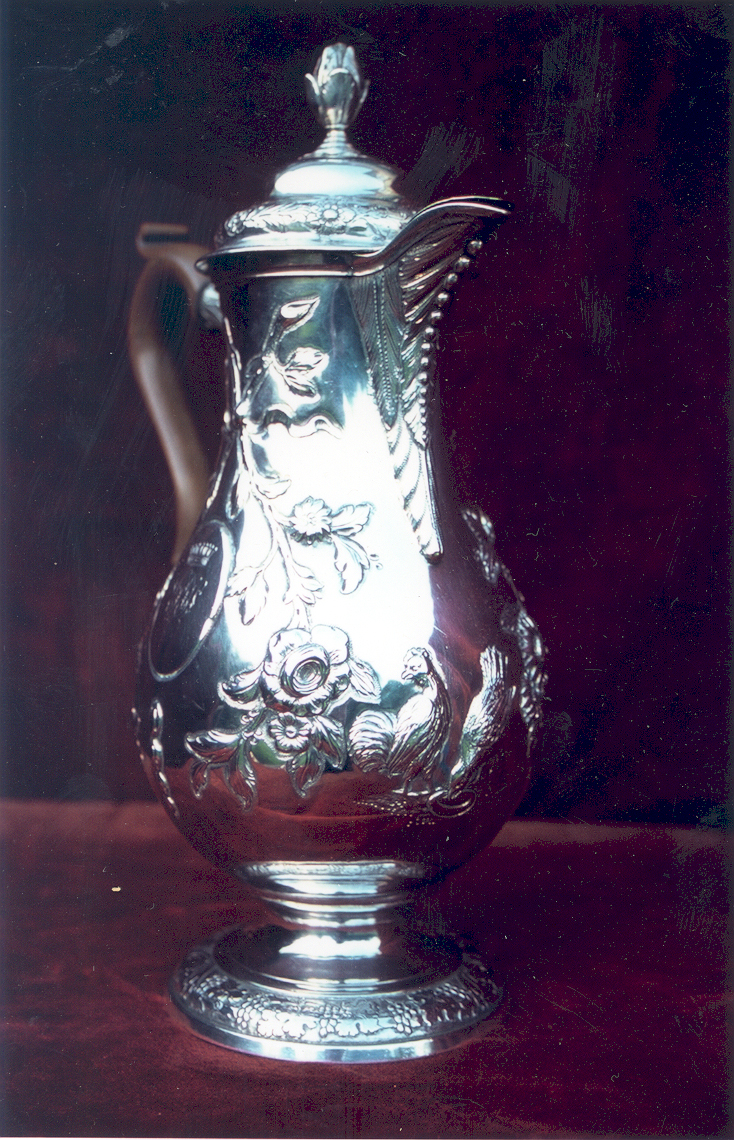
銀製ホット・ウォーター・ジャグ、ダブリン（1770年頃）コーヒーポット型で、底が高くなっている
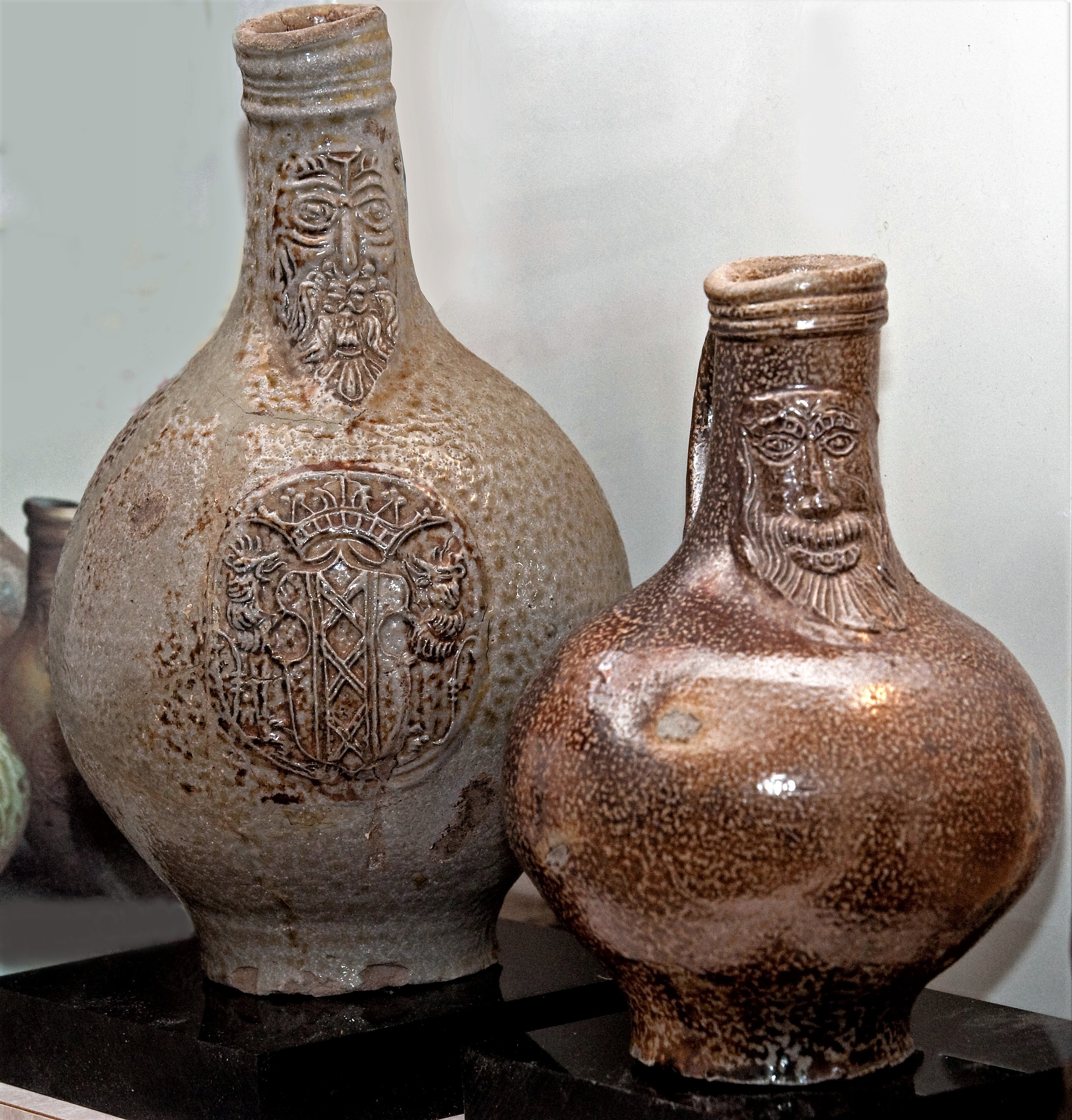
17世紀ドイツ製バルトマン・ジャグ 2個
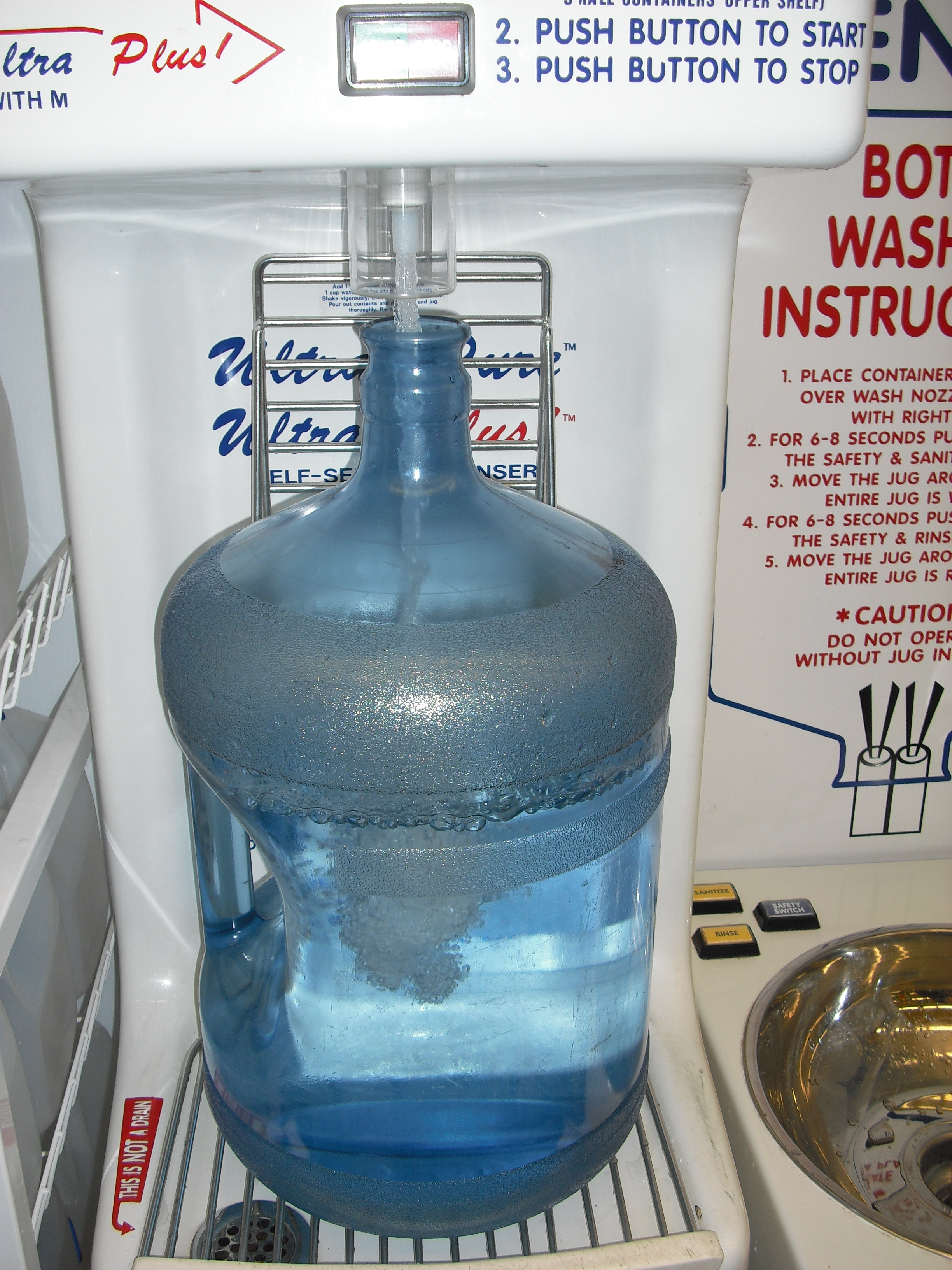
18リットル入り詰め替え可能なプラスチック製ジャグ。ウォータークーラーでよく使用される
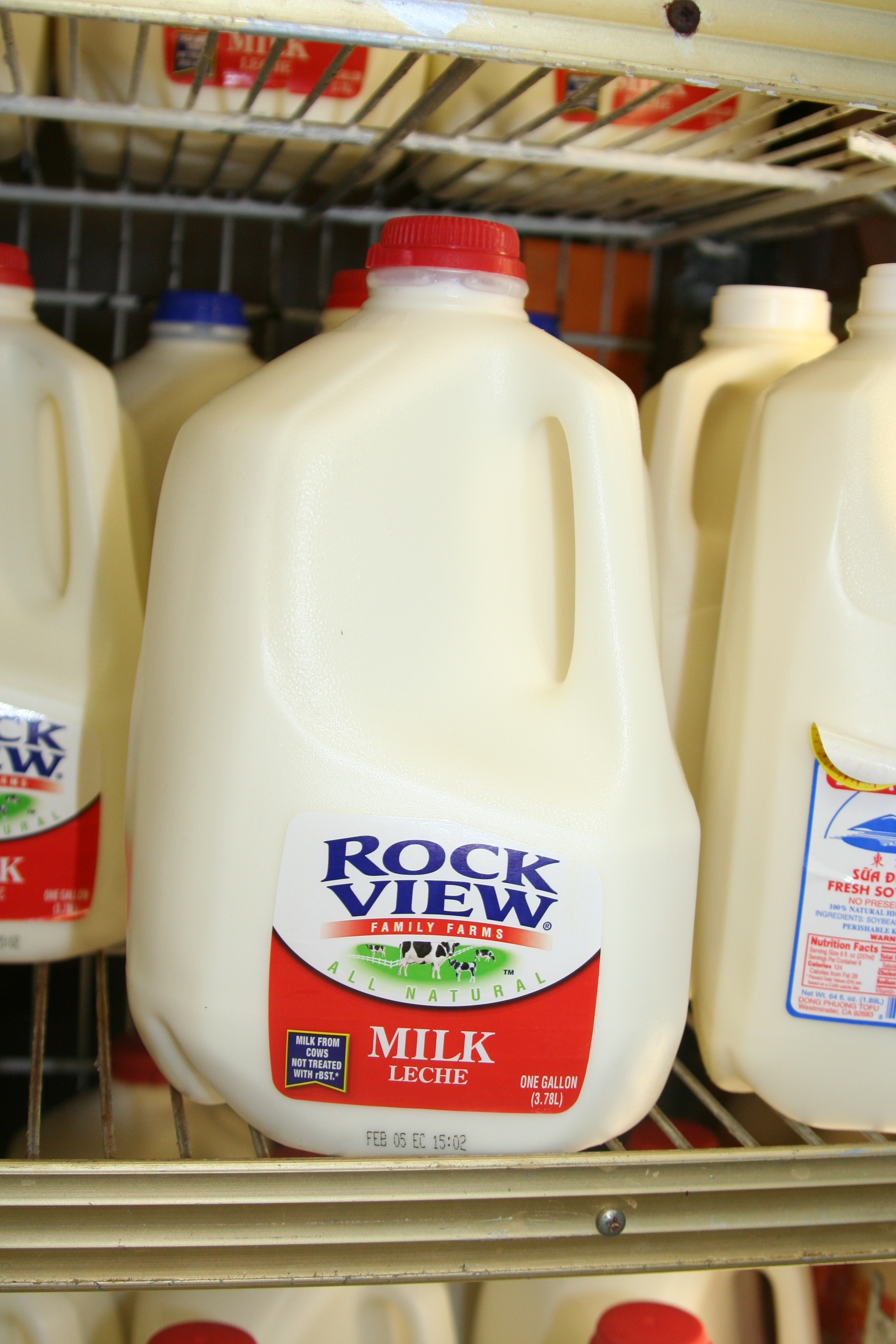
ブロー成形されたプラスチック製の牛乳瓶。アメリカではミルク・ジャグと呼ばれることが多い。
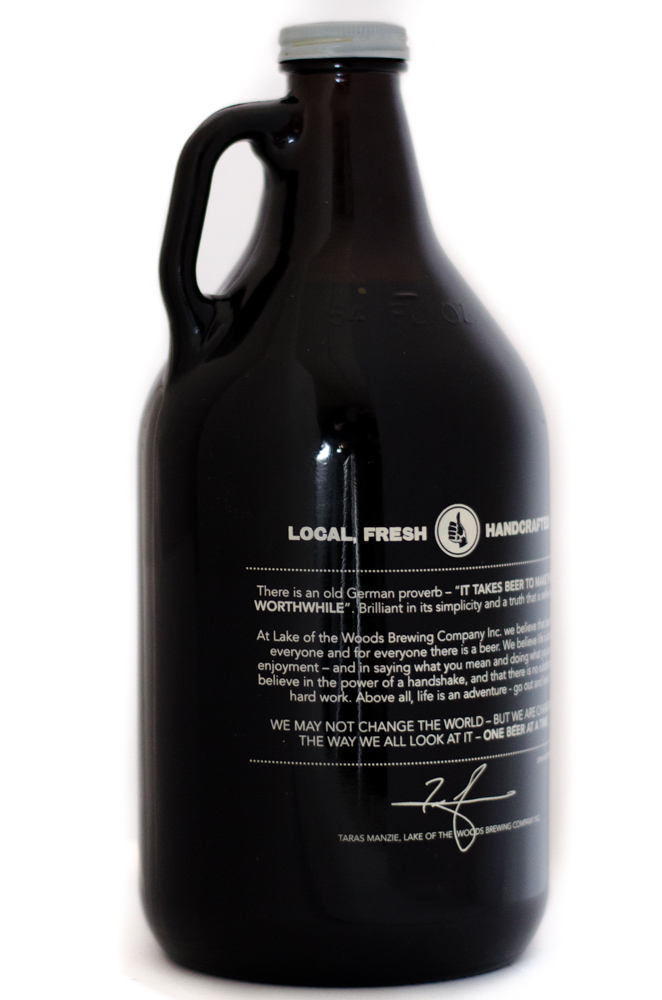
グロウラー・ビール瓶、または「ジャグ」
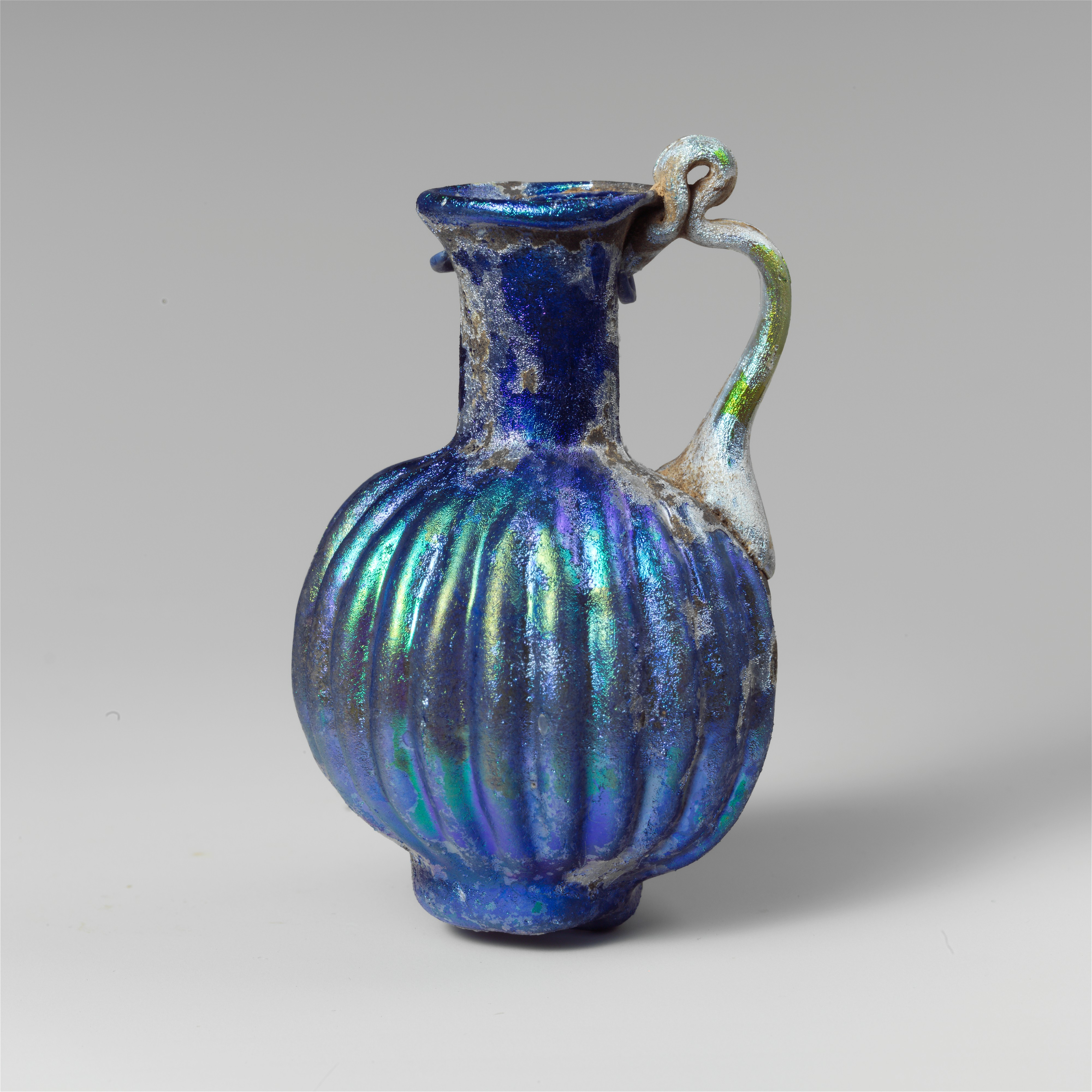
縦リブ付きのローマ・ガラス製ジャグ（1世紀後半）
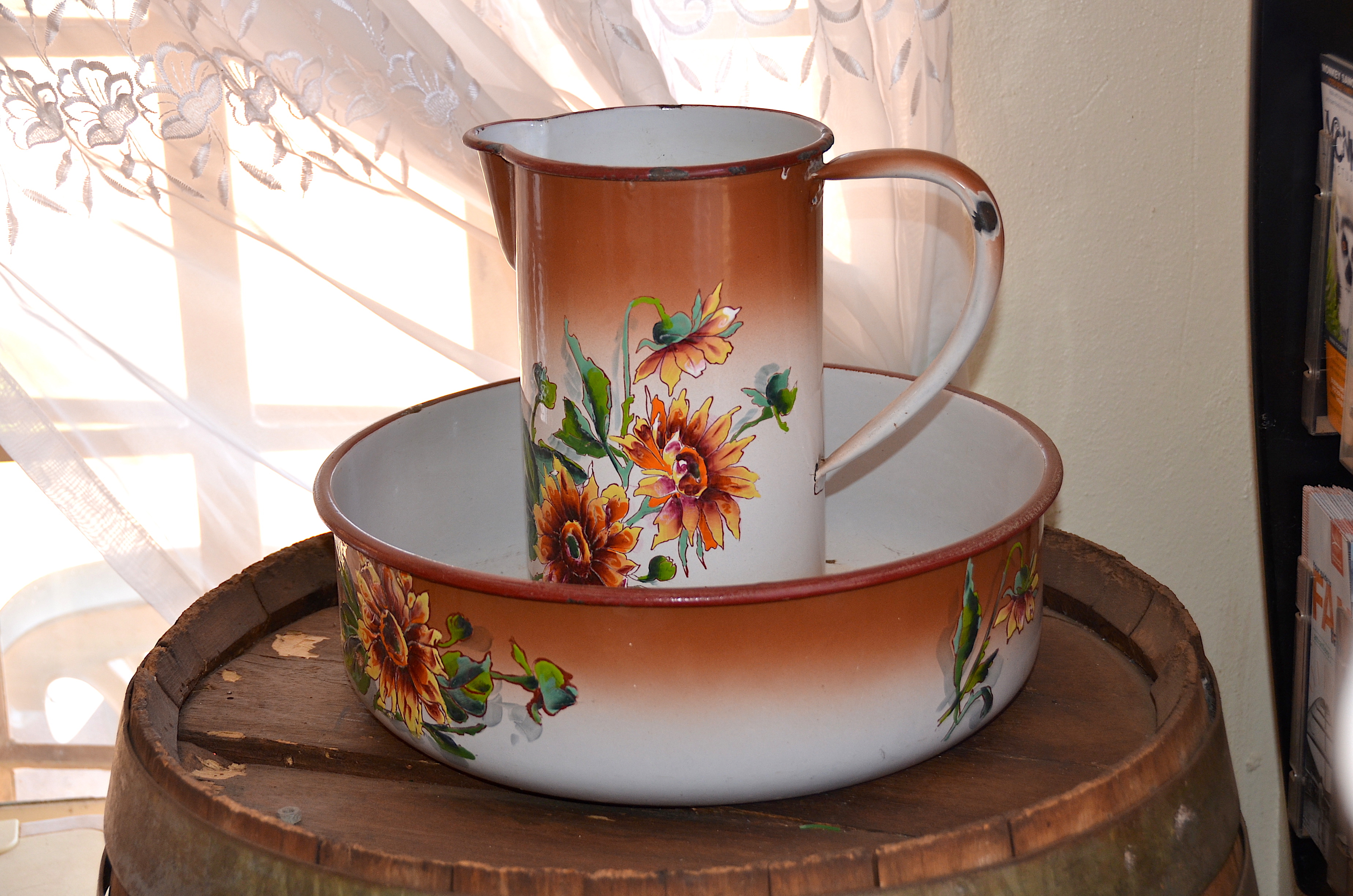
エナメル製の洗面器とイーワー
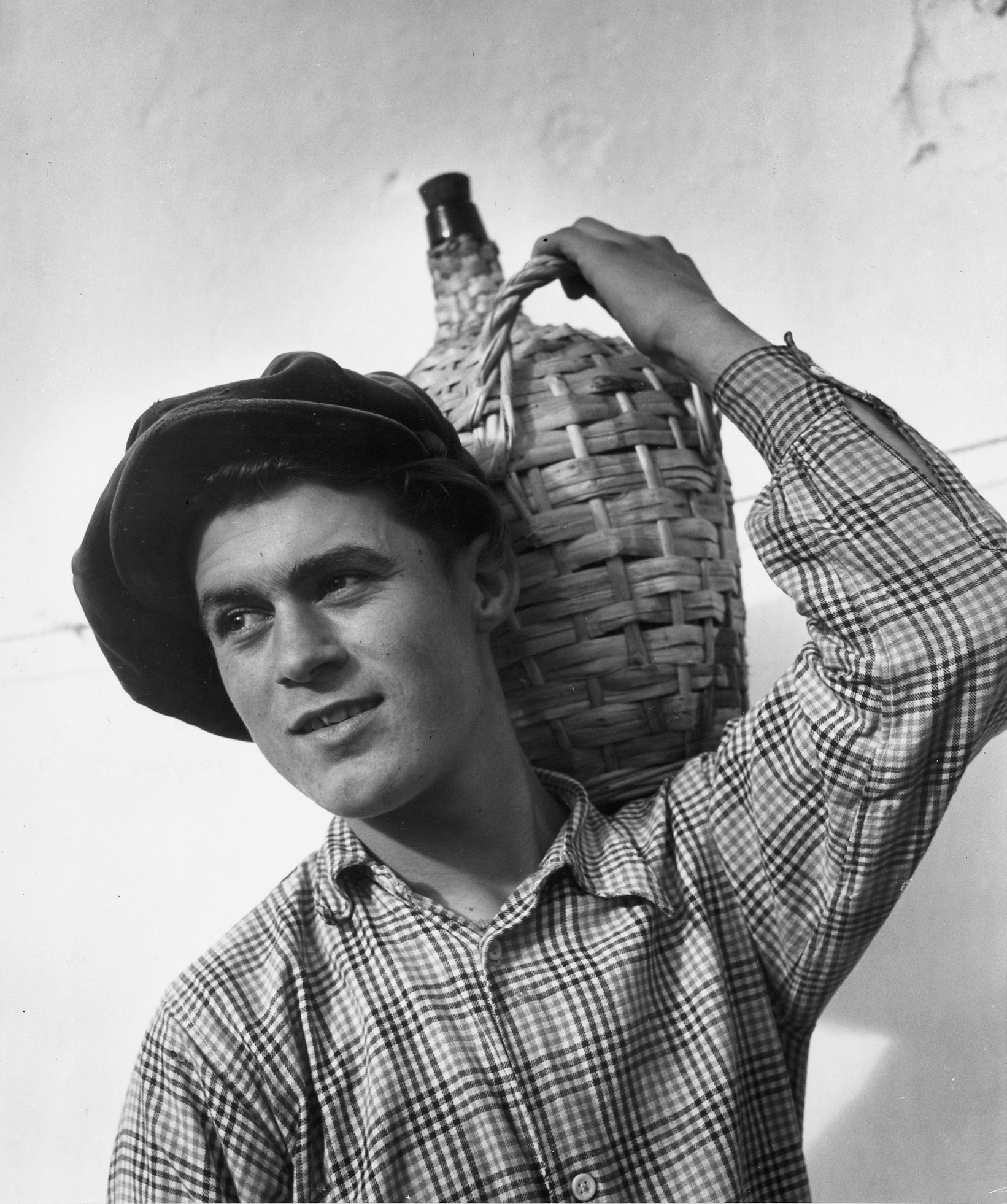
ジャグを持つ男、ポルトガル（1950年）
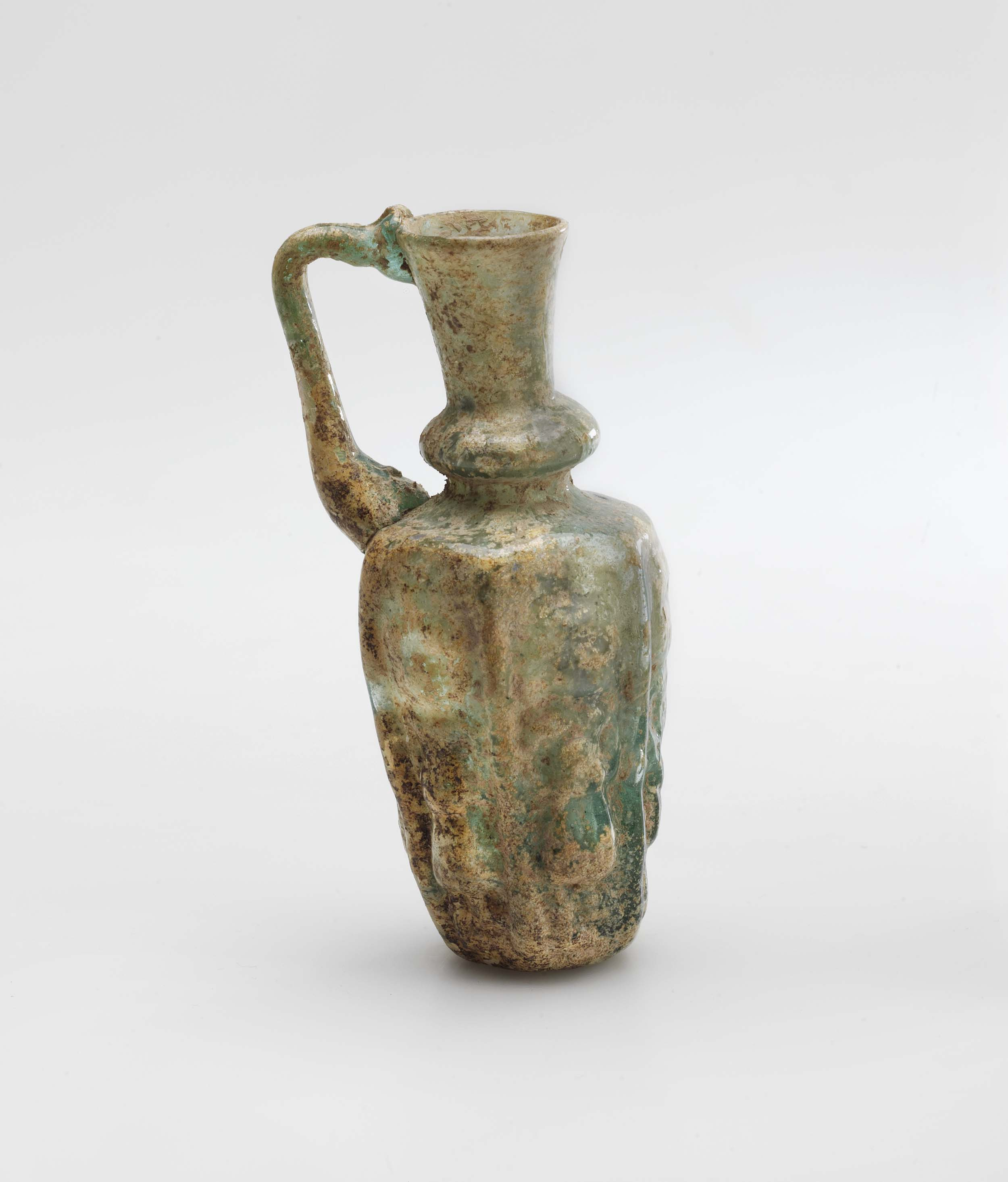
シリア・パレスチナ沿岸、あるいはエジプト（西暦8～11世紀）ハリーリ・コレクション。
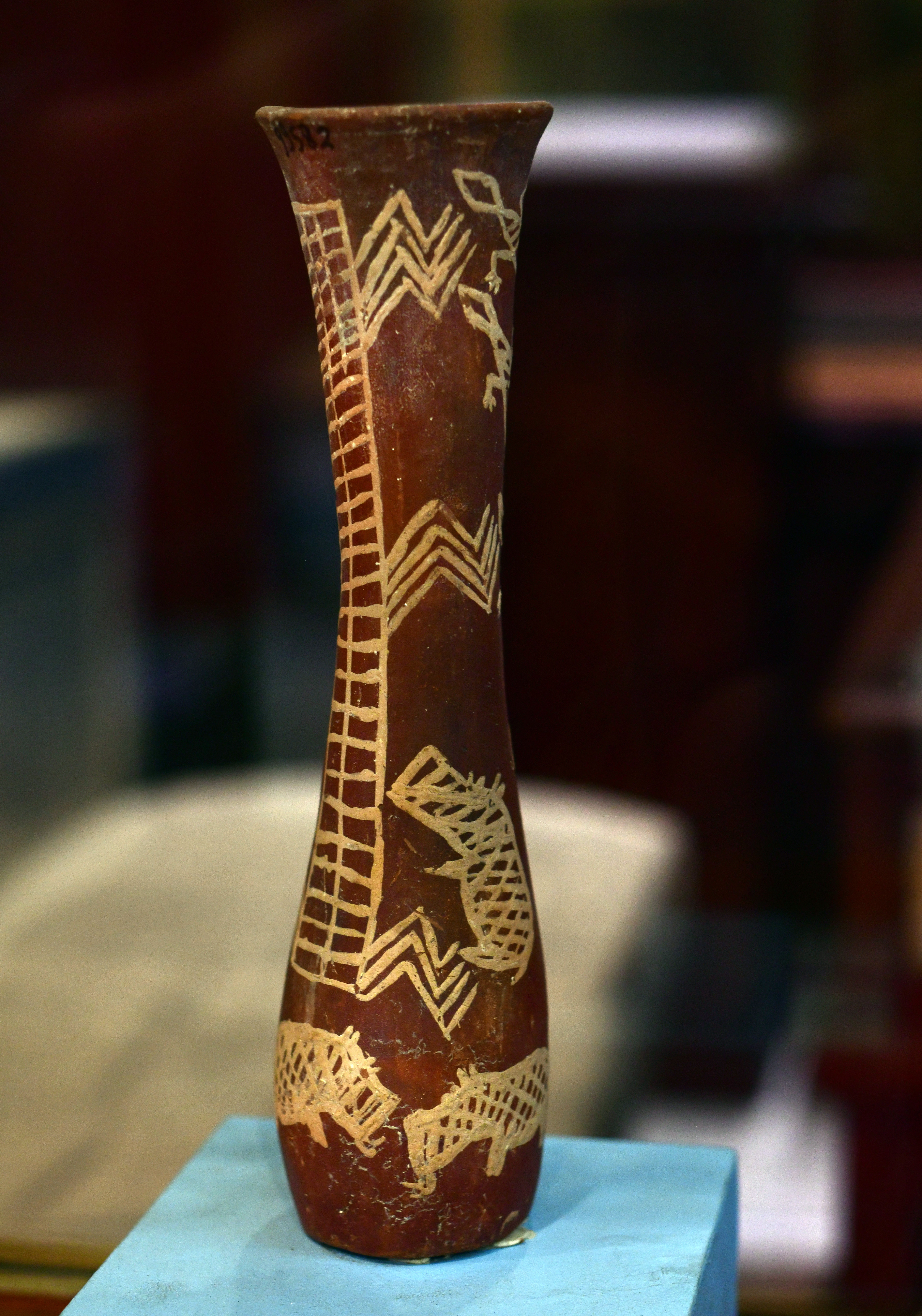
カイロ博物館所蔵の、疾走するカバを描いたエジプト古王国時代のジャグ